# Idarcturus platysoma
Idarcturus platysoma là một loài chân đều trong họ Arcturidae. Loài này được Barnard miêu tả khoa học năm 1914.